# Primera División Uruguaya 2004
Il campionato era formato da diciotto squadre e il Danubio vinse il titolo.

## Classifica
| Pos. | Squadra              | G  | V  | N | P  | GF | GS | Punti |
| ---- | -------------------- | -- | -- | - | -- | -- | -- | ----- |
| 1    | Danubio              | 17 | 12 | 5 | 0  | 32 | 11 | 41    |
| 2    | Cerrito              | 17 | 10 | 3 | 4  | 25 | 17 | 33    |
| 3    | Peñarol              | 17 | 9  | 5 | 3  | 34 | 17 | 32    |
| 4    | Nacional             | 17 | 8  | 5 | 4  | 26 | 15 | 29    |
| 5    | Liverpool            | 17 | 8  | 5 | 4  | 24 | 19 | 29    |
| 6    | Rentistas            | 17 | 6  | 7 | 4  | 23 | 18 | 25    |
| 7    | Montevideo Wanderers | 17 | 7  | 4 | 6  | 15 | 18 | 25    |
| 8    | Fénix                | 17 | 6  | 6 | 5  | 27 | 21 | 24    |
| 9    | Defensor Sporting    | 17 | 5  | 7 | 5  | 22 | 24 | 22    |
| 10   | Cerro                | 17 | 7  | 1 | 9  | 21 | 26 | 22    |
| 11   | Miramar Misiones     | 17 | 5  | 6 | 6  | 24 | 25 | 21    |
| 12   | Plaza Colonia        | 17 | 3  | 9 | 5  | 29 | 32 | 18    |
| 13   | Deportivo Colonia    | 17 | 3  | 9 | 5  | 19 | 24 | 18    |
| 14   | Rocha                | 17 | 3  | 8 | 6  | 22 | 33 | 17    |
| 15   | Bella Vista          | 17 | 4  | 4 | 9  | 15 | 26 | 16    |
| 16   | Tacuarembó           | 17 | 3  | 4 | 10 | 18 | 28 | 13    |
| 17   | Central Español      | 17 | 2  | 6 | 9  | 14 | 25 | 12    |
| 18   | Deportivo Maldonado  | 17 | 1  | 8 | 8  | 12 | 23 | 11    |

### Apertura
| Pos. | Squadra              | G | V | N | P | GF | GS | Punti |
| ---- | -------------------- | - | - | - | - | -- | -- | ----- |
| 1    | Nacional             | 9 | 6 | 3 | 0 | 17 | 6  | 21    |
| 2    | Defensor Sporting    | 9 | 6 | 2 | 1 | 18 | 7  | 20    |
| 3    | Danubio              | 9 | 5 | 3 | 1 | 11 | 5  | 18    |
| 4    | Liverpool            | 9 | 3 | 4 | 2 | 13 | 15 | 13    |
| 5    | Peñarol              | 9 | 3 | 3 | 3 | 16 | 14 | 12    |
| 6    | Rentistas            | 9 | 3 | 2 | 4 | 13 | 13 | 11    |
| 7    | Plaza Colonia        | 9 | 1 | 4 | 4 | 8  | 12 | 7     |
| 8    | Cerrito              | 9 | 2 | 1 | 6 | 8  | 14 | 7     |
| 9    | Montevideo Wanderers | 9 | 1 | 4 | 4 | 7  | 13 | 7     |
| 10   | Fénix                | 9 | 0 | 4 | 5 | 7  | 19 | 4     |

### Clausura
| Pos. | Squadra              | G | V | N | P | GF | GS | Punti |
| ---- | -------------------- | - | - | - | - | -- | -- | ----- |
| 1    | Danubio              | 9 | 7 | 1 | 1 | 17 | 6  | 22    |
| 2    | Defensor Sporting    | 9 | 5 | 4 | 0 | 10 | 4  | 19    |
| 3    | Nacional             | 9 | 4 | 3 | 2 | 18 | 12 | 15    |
| 4    | Liverpool            | 9 | 5 | 0 | 4 | 17 | 12 | 15    |
| 5    | Peñarol              | 9 | 4 | 2 | 3 | 16 | 18 | 14    |
| 6    | Rentistas            | 9 | 2 | 4 | 3 | 8  | 17 | 10    |
| 7    | Fénix                | 9 | 2 | 3 | 4 | 16 | 16 | 9     |
| 8    | Montevideo Wanderers | 9 | 2 | 3 | 4 | 6  | 9  | 9     |
| 9    | Cerrito              | 9 | 2 | 2 | 5 | 11 | 16 | 8     |
| 10   | Plaza Colonia        | 9 | 0 | 2 | 7 | 7  | 16 | 2     |

### Spareggio per il titolo
- Nacional 4-1; 0-1 Danubio

Danubio vinse il titolo.

## Gruppo retrocessione
| Pos. | Squadra             | G  | V  | N  | P  | GF | GS | Punti |
| ---- | ------------------- | -- | -- | -- | -- | -- | -- | ----- |
| 11   | Tacuarembó          | 31 | 12 | 7  | 12 | 42 | 39 | 43    |
| 12   | Miramar Misiones    | 31 | 9  | 12 | 10 | 47 | 51 | 39    |
| 13   | Deportivo Colonia   | 31 | 7  | 16 | 8  | 38 | 44 | 37    |
| 14   | Rocha               | 31 | 8  | 11 | 12 | 41 | 51 | 35    |
| 15   | Cerro               | 31 | 9  | 7  | 15 | 36 | 46 | 34    |
| 16   | Central Español     | 31 | 7  | 12 | 12 | 30 | 36 | 33    |
| 17   | Bella Vista         | 31 | 7  | 8  | 16 | 33 | 51 | 29    |
| 18   | Deportivo Maldonado | 31 | 5  | 13 | 13 | 34 | 48 | 28    |

## Classifica marcatori
| Gol |  |  | Giocatore         | Squadra           |
| --- |  |  | ----------------- | ----------------- |
| 26  |  |  | Carlos Bueno      | Peñarol           |
| 26  |  |  | Alexander Medina  | Nacional          |
| 20  |  |  | Gonzalo Vargas    | Defensor Sporting |
| 19  |  |  | Leonardo Medina   | Liverpool (M)     |
| 18  |  |  | Pedro Cardoso     | Rocha             |
| 17  |  |  | Everaldo Ferreira | Cerrito           |
| 17  |  |  | Miguel Ximénez    | Plaza Colonia     |